# Orphisme (schilderkunst)

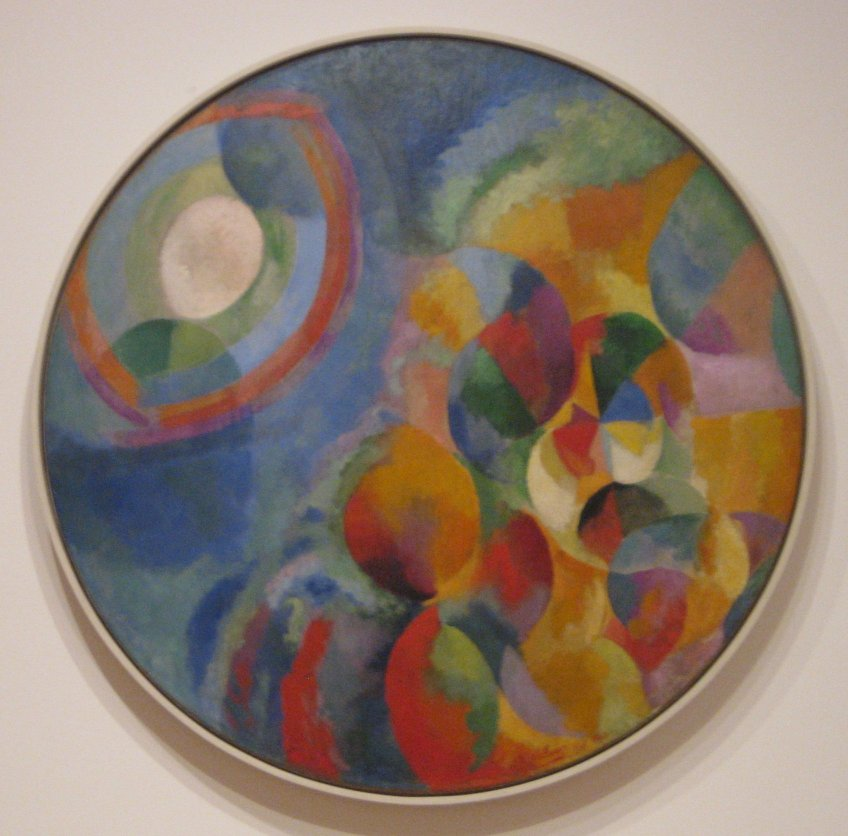
Robert Delaunay: Simultaan contrasten-Zon en Maan, 1912–1913, olieverf op doek, Museum of Modern Art, New York

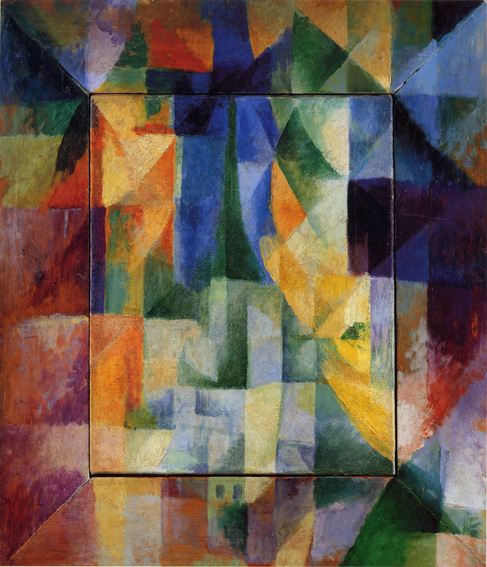
Robert Delaunay: Les Fenêtres simultanées sur la ville), 1912

Orphisme (of orfisme) is een overgangsvorm tussen kubisme en abstracte kunst van 1910 tot en met 1913 binnen de westerse schilderkunst van de 20e eeuw.

## Omschrijving en evolutie
De Franse schrijver-dichter-essayist Guillaume Apollinaire omschreef het orphisme voor het eerst, in februari 1913, in zijn artikel Die moderne Malerei in uitgave 148-149 van het tijdschrift Der Sturm. Apollinaire benoemde orphisme als de eerste volledig abstracte stijl binnen de schilderkunst; peinture pure.
Met het werk van Robert Delaunay en Sonia Delaunay wordt de stap gezet van het nog steeds figuratieve kubisme naar een vorm van volledig abstracte kunst. Voor een bepaald werk van Robert Delaunay was de moderniteit van de structuur van de Eiffeltoren een katalysator. Hij interpreteerde de 'IJzeren Dame' op een kubistische wijze maar had daarbij vooral oog voor de kleuren. Hij verhevigde zijn uitdrukking met behulp van fragmentering en heldere kleuren alsof de structuren door een prisma gezien werden. Zijn vrouw, de van oorsprong Russische Sonia Terk, ging eveneens met deze vormen en kleuren aan de slag en voerde ze vooral uit in textiel.
Geïnspireerd door het werk van het echtpaar Delaunay en verwijzend naar de mythologische figuur Orpheus benoemde Apollinaire op literaire wijze een nieuwe artistieke benadering: een lyrisch-abstracte compositie met uitsluitend contrasterende kleuren, zonder figuratieve elementen. Op de Parijse Salon des Indépendants van maart 1913 werd de term door de aanwezige kunstcritici opgevat als een nieuwe beweging binnen de schilderkunst: het orphisme. Men spreekt sindsdien ook wel van orphistisch kubisme.
Naast het echtpaar Delaunay worden de volgende kunstenaars genoemd als belangrijke vertegenwoordigers:
- Patrick Henry Bruce
- František Kupka
- Marie Laurençin
- Fernand Léger
- Francis Picabia